# Голата истина
„Голата истина“ е българската версия на италианското комедийно предаване Striscia La Notizia.
Предаването стартира на 9 септември 2013 г. по bTV и се заснема в студиата на bTV Media Group. Изпълнителен продуцент е компанията на Любо Нейков и Евтим Милошев – DreamTeam Productions. Водещи са Любо Нейков и Ели Гигова.

## История и излъчване
Предаването стартира на 9 септември 2013 година в 23:30 часа по bTV – близо година след обявяването на предаването, но с името „Господарите“. Предаването е българската версия на италианското комедийно предаване Striscia La Notizia, след като собственикът на bTV придобива през 2012 година лиценза за предаването. След претенции към името на предаването от продуцентите на излъчващото се дотогава в ефира на bTV като българска версия на италианското предаване – „Господари на ефира“, името неофициално е сменено на „Голата истина“. Предаването обаче не стартира през есента на 2012 г., а година по-късно именно с името „Голата истина“.

## Водещи
Основен водещ на предаването е комикът и продуцент Любо Нейков. Ко-водеща по време на рубриката „Видеонаблюдение“ е Ели Гигова.

## Рубрики
- „Невероятно, но истина“ – новинарска рубрика на предаването, в която новините са представени по хумористичен начин.
- „Видеонаблюдение“ – видео рубрика, в която Любо Нейков и Ели Гигова коментират различни смешни видеа и гафове от телевизиите и интернет.
- „Награда“ – в предаването ще се връчва награда за гафове.